# Заль (буква арабского алфавита)
Заль  (араб. ﺫال‎) — девятая буква арабского алфавита. Обозначает звук [ð] (как в английском слове «this»). Относится к солнечным буквам.

## Соединение
Стоящая отдельно и в начале слова Заль пишется, как ﺫ; в середине и конце слова — ـذ.

## Абджадия
Букве соответствует число 700.

## Произношение
Буква (ذ) обозначает звук z с кончиком языка между зубами. Проще описать как ð
Чтоб правильно произнести этот звук, надо, чтобы свободно распластанный язык прикасался ко всему режущему краю верхних зубов. Передняя часть языка будет при этом видна в щель между верхними и нижними передними зубами. Губы (особенно нижняя) не должна касаться зубов. Установив органы речи таким образом, произнесите (ذ) так, чтобы воздух проходил между языком и верхними передними зубами.
Примечание: В русском языке межзубных согласных нет. Аналогичные согласные есть, например, в английском языке. Так, арабский (ث) соответствует английскому th, например, в словах thing 'вещь', think 'думать', а арабский звук (ذ) — звонкому английскому th, например, в словах there 'там', this 'этот'.